# Photogrammeter
Ein Photogrammeter ist ein Fachmann für Photogrammetrie. Seine Aufgaben sind die Vermessung von kleinen Gegenständen, Gebäuden oder Landschaften. Den Beruf des Photogrammeters erlernt man in Deutschland üblicherweise entweder in einem Studium der Geodäsie oder des Vermessungswesens an einer Universität oder Fachhochschule. Photogrammeter zählen daher zu den Ingenieuren. Ein Quereinstieg nach einem Physik- oder Elektrotechnikstudium ist allerdings nicht unüblich.
Die Photogrammeter sind im Fachverband der Deutschen Gesellschaft für Photogrammetrie, Fernerkundung und Geoinformation (DGPF) organisiert.